# Priest of Love
Priest of Love és una pel·lícula biogràfica britànica sobre D. H. Lawrence i la seva dona Frieda (nascuda Von Richthofen). Va ser produïda i dirigida per Christopher Miles i coproduït per Andrew Donally. El guió era d'Alan Plater de la biografia A Priest of Love de Harry T. Moore. La banda sonora era de Francis James Brown i Stanley Joseph Seeger, acreditats conjuntament com "Joseph James", i la fotografia era de Ted Moore.
La pel·lícula es va estrenar per primera vegada per Filmways a Nova York l'11 d'octubre de 1981 i després per Enterprise Pictures Ltd a Londres amb una estrena reial el 18 de febrer de 1982.

## Repartiment
- Ian McKellen - D.H. Lawrence
- Janet Suzman - Frieda Lawrence
- Penelope Keith - Dorothy Brett
- Ava Gardner - Mabel Dodge Luhan
- Jorge Rivero - Tony Luhan
- John Gielgud - Herbert G. Muskett
- Maurizio Merli - Angelo Ravagli
- James Faulkner - Aldous Huxley
- Mike Gwilym - John Middleton Murry
- Massimo Ranieri - Piero Pini
- Sarah Brackett - Achsah Barlow Brewster
- Elio Pandolfi - Giuseppe Orioli
- Adrienne Burgess - Katherine Mansfield
- Mellan Mitchell - Aga Khan
- Jane Booker - Filla de Frieda Barbara Weekley Barr
- Julian Fellowes - Promès de Barbara Weekley Barr

## Reedició de 1985
Posteriorment, la pel·lícula va ser retallada el 1985 pel director, per al centenari del naixement de D. H. Lawrence, i va ser reestrenada als cinemes per Enterprise Pictures amb un major èxit comercial i de crítica.
Aquesta Centenary Version de 1985 es va remasteritzar el 2011 per a una nova versió de DVD als Estats Units (Kino International - DVD i Blu-ray estàndard) i al Regne Unit (Odeon Entertainment - DVD estàndard - 2012). Els extres d'ambdós DVD inclouen entrevistes amb Ian McKellen i Christopher Miles, i Penelope Keith narra ‘La manera com ho vam aconseguir junts' en la realització de la pel·lícula.